# 발리주

발리주의 위치

발리주(인도네시아어: Provinsi Bali)는 인도네시아의 주 가운데 하나로, 주도는 덴파사르이다. 인구는 3,891,428명(2010년 기준)이고, 면적은 5,780.06 km2이다. 발리섬을 중심으로 인근의 누사프니다섬, 렘봉안섬, 스랑안섬 등으로 이루어져 있다.

발리주의 기
발리주의 문장

## 인구
| 연도     | 인구      | ±%     |
| -------- | --------- | ------ |
| 1971     | 2,120,322 | —      |
| 1980     | 2,469,930 | +16.5% |
| 1990     | 2,777,811 | +12.5% |
| 1995     | 2,895,649 | +4.2%  |
| 2000     | 3,146,999 | +8.7%  |
| 2005     | 3,378,092 | +7.3%  |
| 2010     | 3,890,757 | +15.2% |
| 2015     | 4,148,588 | +6.6%  |
| 2020     | 4,317,404 | +4.1%  |
| sources: |           |        |